# Nothing, nowhere.

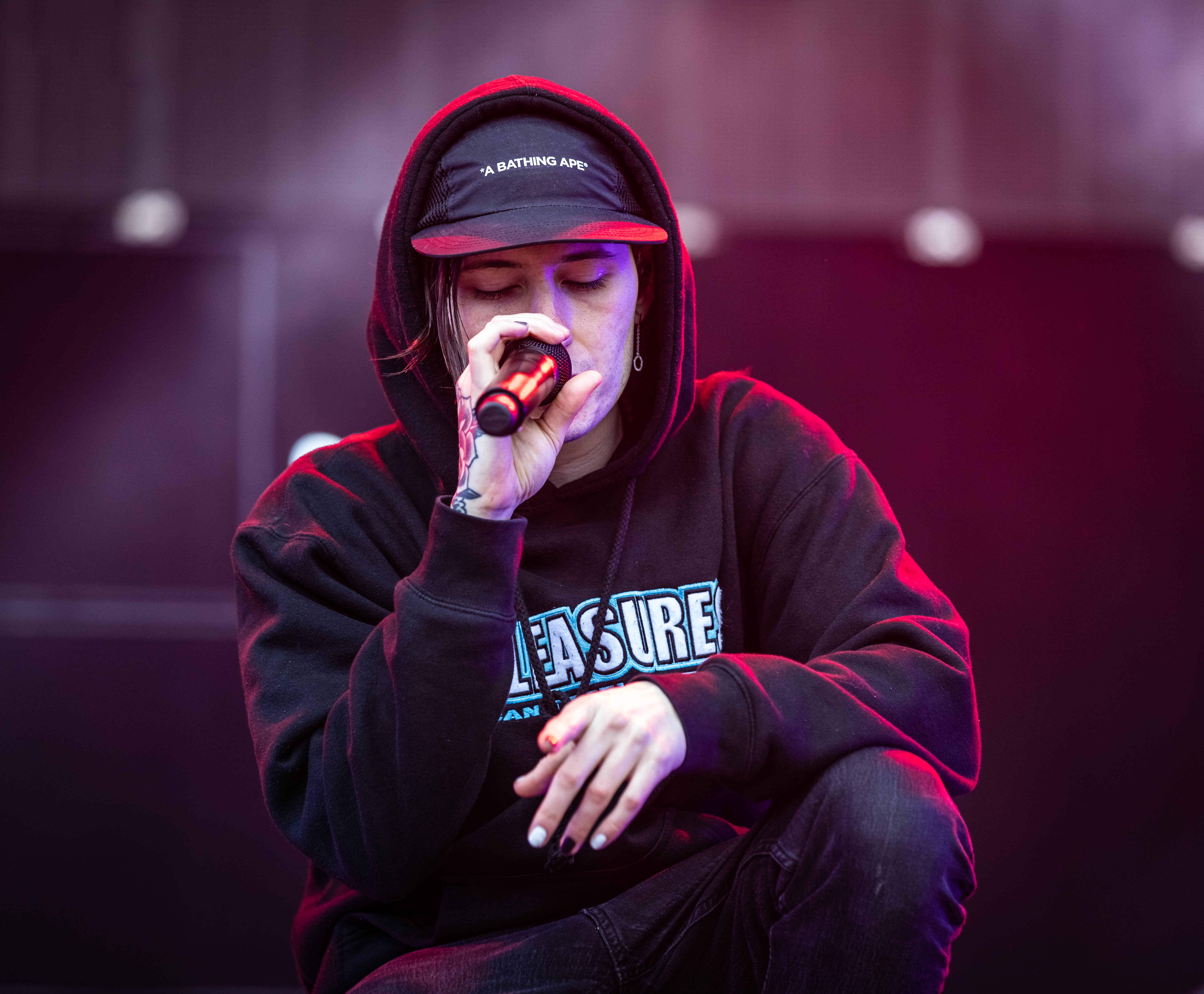
nothing, nowhere bei Rock am Ring 2019

Joseph Edward Mulherin (* 4. Juni 1992 in Foxborough, Massachusetts), besser bekannt unter seinem Pseudonym nothing, nowhere, ist ein US-amerikanischer Sänger, Rapper und Songwriter.

## Werdegang
Mulherin wuchs in Foxborough auf und verbrachte seine Sommer in Hyde Park, Vermont. Im Alter von zwölf Jahren nahm er Gitarrenunterricht und wurde durch Raprock-Bands wie Limp Bizkit und Linkin Park, aber auch durch Emo-Bands wie Taking Back Sunday, Thursday und Senses Fail beeinflusst. Er begann damit, Lieder von Rappern wie 50 Cent oder Jim Jones im Emostil zu covern. Sein Studium am Burlington College brach er ab, nachdem er seinen Associate Degree erhielt. Im Jahre 2015 lud er seine ersten Eigenkompositionen auf SoundCloud hoch. Sein Künstlername wurde durch das Werk des britischen Philosophen Alan Watts inspiriert, dessen Konzept des Nichts bei ihm einen Nerv traf.
Am 30. Juni 2015 veröffentlichte er auf Bandcamp sein Debütalbum The Nothing,Nowhere LP. Es folgten die EPs Bummer und Who Are You? über Synergy Records. Am 20. Oktober 2017 veröffentlichte nothing, nowhere. das zweite Studioalbum Reaper über DCD2 Records, dem Label des Fall-Out-Boy-Bassisten Pete Wentz. Gastmusiker auf dem Album sind Chris Carrabba von der Band Dashboard Confessional und der Rapper Lil West. Im Februar 2018 nahm das Plattenlabel Fueled by Ramen nothing, nowhere. unter Vertrag. Am 13. April 2018 wurde das dritte Studioalbum Ruiner veröffentlicht, das von Erik Ron und JayVee produziert wurde. Im gleichen Jahr folgten die ersten Konzerte in Europa, unter anderem auf den Reading and Leeds Festivals. Ein Jahr später trat er auf den europäischen Festivals Rock am Ring, Rock im Park, Download und Nova Rock auf.
Am 27. November 2019 veröffentlichte nothing, nowhere. die EP Bloodlust, auf der er mit dem Blink-182-Schlagzeuger Travis Barker zusammenarbeitete und einen Gastbeitrag von Blackbear enthält. Am 19. Februar 2021 veröffentlichte nothing, nowhere. das vierte Studioalbum Trauma Factory. Gastmusiker sind der Rapper KennyHoopla und der Produzent Judge. Im Herbst 2021 tourte nothing, nowhere. zusammen mit Meet Me @ The Altar im Vorprogramm von All Time Low durch die Vereinigten Staaten. Kurz vor deren Ende verließen beide Vorgruppen den Tourtross, nachdem gegen den All-Time-Low-Gitarristen Jack Barakat Vorwürfe der sexuellen Belästigung auftauchten. Im Frühjahr 2022 tourte nothing, nowhere. mit Poorstacy, Carolesdaughter, Guccihighwaters und Snarls durch Nordamerika. Die für den Herbst 2022 geplante Tournee Monster Energy Outbreak mit KennyHoopla und GroupThink musste abgesagt werden. Der geplante Headliner KennyHoopla nannte gesundheitliche Gründe. Stattdessen tourte nothing, nowhere. Ende 2022 durch Europa.
Gleichzeitig arbeitete nothing, nowhere. an seinem fünften Studioalbum Void Eternal, welches am 31. März 2023 erschien. Für das Album wurden zahlreiche Gastmusiker verpflichtet, wie Will Ramos von Lorna Shore, Pete Wentz von Fall Out Boy, Buddy Nielsen von Senses Fail, der Rapper Freddie Dredd sowie die Bands SeeYouSpaceCowboy, Silverstein, Static Dress und Underoath. Für das Jahr 2023 wurden zwei Tourneen angekündigt. Im Frühjahr eine US-Tournee zusammen mit Spite im Vorprogramm von Wage War. Im Herbst folgt eine Europatournee mit Pvris im Vorprogramm von Fall Out Boy.

## Stil
Die Musik von nothing, nowhere. wird vielfach als Emo-Rap beschrieben. Marcy Donalson von Allmusic beschreibt seinen Stil als zu gleichen Teilen bestehende Mixtur aus katharsischen Emo-Rap, Trap und Indie-Rock. Mulherin gibt selber an, von beiden Genres beeinflusst zu sein, bezeichnet seinen Stil selbst als experimentell. Neben den oben genannten Rock- und Emo-Bands nennt Joe Mulherin Songwriter wie Sufjan Stevens, Owen und (Sandy) Alex G als Haupteinflüsse.
Jon Caramanica von den New York Times beschrieb nothing, nowhere. als Hip-Hop-beeinflussten Emo. Das Album Reaper wäre „der logische und unvermeidliche Endpunkt der Ausbreitung des Hip-Hops in jede Ecke amerikanischer Musik und gleichzeitig die meistdurchführbare Richtung für gitarrenbasierte Musik im Mainstream“. Julius Wußmann vom Onlinemagazin Vice beschrieb die Musik als Mischung aus geloopten Emo-Riffs, melodischen Trap-Beats und mal gerappten, mal gesungenen Texten über Liebeskummer, Ängste und Depressionen.

## Diskografie

### Alben
- 2015: The Nothing,Nowhere LP (Eigenverlag)
- 2017: Reaper (DCD2 Records)
- 2018: Ruiner (Fueled by Ramen)
- 2019: One Takes, Vol. 1 (Fueled by Ramen)
- 2021: Trauma Factory (Fueled by Ramen)
- 2023: Void Eternal (Fueled by Ramen)
- 2024: Dark Magic (Eigenverlag)
- 2024: Hell or Highwater (Eigenverlag)
- 2024: Cult Classic (Eigenverlag)

### EPs
- 2015: Bummer (Synergy Records)
- 2016: Who Are You? (Synergy Records)
- 2019: Bloodlust (mit Travis Barker; Fueled by Ramen)
- 2024: Miserymaker (Eigenverlag)

### Musikvideos
- 2015: Don’t Mind Me
- 2015: Poor Posture
- 2015: I’ve Been Doing Well
- 2015: I’m Sorry, I’m Trying
- 2016: Deadbeat Valentine
- 2016: Letdown
- 2017: Clarity in Kerosene
- 2017: Hopes Up (feat. Chris Carrabba)
- 2017: Skully
- 2017: REM
- 2018: Waster
- 2018: Ruiner
- 2018: Hammer
- 2018: Rejecter
- 2018: Dread
- 2019: Destruction
- 2020: Nightmare
- 2020: Death
- 2020: Lights (4444)
- 2020: Pretend
- 2020: Blood (feat. KennyHoopla)
- 2021: Fake Friend
- 2021: Upside Down
- 2021: Pieces of You
- 2022: Sledgehammer
- 2022: Memory Fracture
- 2022: Misery Syndrome (feat. Buddy Nielsen)
- 2022: Cyanide (feat. Pete Wentz)
- 2022: Thirst4Violence (feat. Freddie Dredd & Silverstein)
- 2023: Venom (feat. Spencer Chamberlain & Aaron Gillespie)

### Als Gastmusiker
- 2021: Rock Bottom (Guccihighwaters feat. nothing, nowhere.)
- 2021: Deathwish (Stand Atlantic feat. nothing, nowhere.)
- 2021: Catching Fire (Sum 41 feat. nothing, nowhere.)
- 2021: Losing Patience (Illenium feat. nothing, nowhere.)
- 2022: Live Like This (Silverstein feat. nothing, nowhere.)
- 2023: Breathing (Magnolia Park feat. nothing, nowhere.)
- 2023: Rhythm and Rapture (SeeYouSpaceCowboy feat. nothing, nowhere.)